# Leonel Guevara
Leonel Arístides Guevara (San Alejo, 7 ottobre 1983) è un calciatore salvadoregno, difensore del Dragón.

## Caratteristiche tecniche
È un difensore centrale.

## Carriera

### Club
Comincia a giocare all'Universidad Gerardo Barrios. Nel 2002 passa all'El Transito. Nel 2003 si trasferisce all'Atlético Chaparrastique. Nel 2005 viene acquistato dal Vista Hermosa. Nel gennaio 2008 viene ufficializzato il suo trasferimento all'Águila. Nel gennaio 2012 si trasferisce all'Universidad de El Salvador. Nell'estate 2012 passa al Ciclón del Golfo. Nel 2013 viene acquistato dal Dragón.

### Nazionale
Ha debuttato in Nazionale il 15 novembre 2006, nell'amichevole Bolivia-El Salvador (5-1). Ha partecipato, con la Nazionale, alla Gold Cup 2007. Ha collezionato in totale, con la maglia della Nazionale, 5 presenze.

## Statistiche

### Cronologia presenze e reti in Nazionale
| Cronologia completa delle presenze e delle reti in nazionale ― El Salvador | Cronologia completa delle presenze e delle reti in nazionale ― El Salvador | Cronologia completa delle presenze e delle reti in nazionale ― El Salvador | Cronologia completa delle presenze e delle reti in nazionale ― El Salvador | Cronologia completa delle presenze e delle reti in nazionale ― El Salvador | Cronologia completa delle presenze e delle reti in nazionale ― El Salvador | Cronologia completa delle presenze e delle reti in nazionale ― El Salvador | Cronologia completa delle presenze e delle reti in nazionale ― El Salvador |
| Data                                                                       | Città                                                                      | In casa                                                                    | Risultato                                                                  | Ospiti                                                                     | Competizione                                                               | Reti                                                                       | Note                                                                       |
| -------------------------------------------------------------------------- | -------------------------------------------------------------------------- | -------------------------------------------------------------------------- | -------------------------------------------------------------------------- | -------------------------------------------------------------------------- | -------------------------------------------------------------------------- | -------------------------------------------------------------------------- | -------------------------------------------------------------------------- |
| 15-11-2006                                                                 | La Paz                                                                     | Bolivia                                                                    | 5 – 1                                                                      | El Salvador                                                                | Amichevole                                                                 | -                                                                          |                                                                            |
| 18-2-2007                                                                  | San Salvador                                                               | El Salvador                                                                | 0 – 1                                                                      | Guatemala                                                                  | Qual. Gold Cup 2007                                                        | -                                                                          | 22’                                                                        |
| 7-6-2007                                                                   | Carson                                                                     | El Salvador                                                                | 2 – 1                                                                      | Trinidad e Tobago                                                          | Gold Cup 2007                                                              | -                                                                          |                                                                            |
| 9-6-2007                                                                   | Carson                                                                     | Guatemala                                                                  | 1 – 0                                                                      | El Salvador                                                                | Gold Cup 2007                                                              | -                                                                          |                                                                            |
| 12-6-2007                                                                  | Foxborough                                                                 | Stati Uniti                                                                | 4 – 0                                                                      | El Salvador                                                                | Gold Cup 2007                                                              | -                                                                          | 46’                                                                        |
| Totale                                                                     |                                                                            | Presenze                                                                   | 5                                                                          |                                                                            | Reti                                                                       | 0                                                                          |                                                                            |